# Coleman (Texas)
Pour les articles homonymes, voir Coleman.
La ville américaine de Coleman est le siège du comté de Coleman, dans l’État du Texas. Sa population s’élevait à 4 709 habitants lors du recensement de 2010.

## Source
- (en) Cet article est partiellement ou en totalité issu de l’article de Wikipédia en anglais intitulé « Coleman, Texas » (voir la liste des auteurs).